# Gianfranco Rosi (pugile)
Gianfranco Rosi (Assisi, 5 agosto 1957) è un ex pugile italiano, campione mondiale WBC (1987-1988) e IBF (1989-1994) dei pesi superwelter.

## Biografia

### Carriera da dilettante
Da dilettante si mette in luce nel 1976 conquistando il titolo d'Italia dei superleggeri. Conferma le sue capacità l'anno dopo diventando campione d'Italia dei pesi welter.

### Carriera da professionista
La carriera professionistica ha inizio poco dopo e il 16 aprile 1982 lo porta a vincere la sfida per la cintura di campione d'Italia dei pesi welter, battendo a Perugia Giuseppe Di Padova per knockout alla 7ª ripresa. Il 15 ottobre 1982, raccoglie la sfida di Everaldo Costa Azevedo, più anziano di tredici anni, ormai naturalizzato italiano e già sfidante di Bruno Arcari al mondiale dei superleggeri e di Carlos Palomino a quello dei welter. Rosi si impone per knock-out tecnico al settimo round. 
Rosi mantiene il titolo italiano per tutto il 1983. Poi abbandona per combattere per la cintura europea. Il 7 luglio 1984 si aggiudica il titolo vacante di campione d'Europa dei pesi welter, battendo ai punti sempre a Perugia lo spagnolo Perico Fernández già campione mondiale dei superleggeri. La perde per KO al terzo round contro l'imbattuto britannico Lloyd Honeyghan futuro campione del mondo indiscusso della categoria a spese di Donald Curry. Si rifà conquistando nuovamente il titolo di campione d'Italia nel 1985, battendo per knockout all'ottava ripresa Gaetano Caso. Poi passa alla categoria superiore.
Il 1987 rappresenta un anno d'oro per la sua vita professionistica. Si aggiudica il titolo di campione d'Europa superwelter contro Chris Pyatt e lo difende vittoriosamente contro Emilio Sole Ruiz e il francese Marc Ruocco. Il 2 ottobre dello stesso anno, davanti al pubblico amico di Perugia, per la prima volta dimostra il suo valore a livello mondiale diventando campione della categoria pesi superwelter WBC, battendo ai punti Lupe Aquino. 
Superati i trent'anni dimostra ancora di essere in ottima forma. Nell'incontro disputato l'8 luglio 1988 a San Remo per difendere il titolo WBC l'avversario è il quotato e famoso Donald Curry. Rosi combatte con grande coraggio ma non riesce mai a prevalere sull'avversario che domina l'incontro e lo mette al tappeto nel 2º, 4º e 8º round. L'incontro finisce quando sta per suonare la campana per il 10º round, alla cui chiamata Rosi, seduto nel suo angolo non riesce a rispondere e viene dichiarato sconfitto per knock-out tecnico.
15 luglio 1989, ad Atlantic City, contro Darrin Van Horn, conquista ai punti il titolo di campione del mondo International Boxing Federation (IBF) dei pesi superwelter. Titolo che difenderà dall'assalto di numerosi avversari vincendo 11 incontri consecutivi; perderà la cintura di campione del mondo solo il 17 settembre 1994 a Las Vegas contro Vincent Pettway, per knockout alla quarta ripresa.
Nonostante la sconfitta Rosi non pone fine alla sua carriera e continua a combattere, finché 17 maggio 1995 ottiene di sfidare per il titolo WBO dei superwelter Verno Phillips. Rosi vince ai punti ma il verdetto è trasformato in no-contest perché Rosi non supera il test antidoping e ciò consente al suo avversario di mantenere il titolo. Rosi è anche squalificato per due anni dal giudice sportivo della FPI.
Esattamente due anni dopo, il 21 maggio 1997 a Liverpool Rosi e Phillips si incontrano di nuovo per il titolo mondiale WBO, con la vittoria di quest'ultimo ai punti. Dopo questa sfida Rosi annuncia il ritiro dal pugilato praticato e si dedica attivamente, nell'immediato, all'Accademia di pugilato di Perugia.
Passano pochi anni e Rosi decide di tornare a combattere a livello professionistico, nonostante la legge italiana impedisca ai pugili di combattere una volta superati i 40 anni d'età. Per aggirare la legge acquisisce la licenza croata e torna sul ring a Fiume il 14 dicembre 2003 battendo il pugile croato Mugurel Sebe.
Il 22 ottobre 2004 l'ente IBF gli offre l'occasione di tornare alla ribalta con un incontro per il titolo internazionale del Mediterraneo, del centro asiatico ed est europeo dei pesi medi, contro l'ungherese Peter Zsilak. Sebbene avesse 17 anni in più dello sfidante Rosi mette a segno la 58ª vittoria della sua carriera per KOT in sei riprese, mandando al tappeto l'avversario per tre volte.
Il 20 ottobre 2006 a San Marino affronta il francese Robert Roselia in un incontro valido per il titolo intercontinentale IBF dei pesi medi. Rosi, dopo un inizio duro, prova a fare suo l'incontro ma, quando all'undicesima ripresa sembra essere leggermente in vantaggio ai punti, Roselia entra con una tremenda combinazione al viso che lo manda al tappeto. Sconfitto per knockout, i medici decidono di trasportare il pugile umbro all'Ospedale Maurizio Bufalini di Cesena perché sospettano che abbia un'emorragia alla zona temporale del cervello.
Il successivo 12 dicembre, come conseguenza del knockout con Roselia, il pugile si ritira ufficialmente, annunciando in conferenza stampa iniziative legali prese contro il pugile transalpino: sui guantoni del francese, sequestrati preventivamente dalle guardie sammarinesi, sarebbe stata trovata una sostanza irritante che avrebbe condizionato l'incontro, causando una congiuntivite a Rosi.

### Riferimenti nella cultura di massa
- Gianfranco Rosi ha fatto anche un'apparizione come cantante, pubblicando il 45 giri "Fallo con me" nel 1983[11].
- Il giorno dopo la vittoria del superwelter nel 1987 è ospite della prima puntata di Fantastico dove viene intervistato da Marisa Laurito.
- A cavallo tra il 2004 e il 2005 Rai Uno trasmise un reality show, Il ristorante, che vide tra i concorrenti anche Rosi, il quale risultò vincitore.